# 天主教包鲁教区
天主教包魯教區（拉丁語：Dioecesis Bauruensis o Bauropolitana），是巴西一個天主教教區，包括聖保羅州中部十三市，屬博圖卡圖總教區。
教區成立於1964年2月15日，2012年有教友471,000人，佔總人口89.5%。有四十一個堂區、司鐸五十七人。現任教區主教為卡埃塔諾·費拉里。